# Stephen Wooldridge
Stephen Brian Wooldridge, OAM (* 17. Oktober 1977 in Sydney; † 14. August 2017) war ein australischer Radrennfahrer.

## Sportliche Laufbahn
Stephen Wooldridge begann bereits als Kind mit dem Radsport, konnte jedoch zunächst keine internationalen Erfolge erringen. Nachdem er die Teilnahme an den Junioren-Weltmeisterschaften verpasst hatte, konzentrierte er sich auf das Universitätsstudium. Er erwarb einen Bachelorabschluss in Technologiemanagement in der Fertigung. Mit Blick auf die Olympischen Sommerspiele 2000 in seiner Heimatstadt widmete sich Wooldridge erneut dem Leistungssport und wurde in den vorläufigen Kader für die Spiele aufgenommen. Durch die Verkleinerung des Teams von neun auf sieben Sportler fiel er jedoch wieder aus der Nominierung heraus.
Wooldridge ließ sich von der verpassten Olympiateilnahme nicht demotivieren und wurde zum ersten Mal 2002 Bahnrad-Weltmeister in der Mannschaftsverfolgung. 2003 und 2004 konnte er diesen Titel mit der australischen Nationalmannschaft verteidigen; 2004 wurde der australische Bahn-Vierer zudem Olympiasieger in Athen. Im selben Jahr ging er zu dem deutschen Radsport-Team Comnet-Senges. Bei den Bahn-Radweltmeisterschaften 2005 in Los Angeles gewann er die Bronzemedaille. Von 2006 bis 2007 fuhr Wooldridge für das australische Continental Team Southaustralia.com. 2006 wurde er zum vierten Mal Weltmeister in der Mannschaftsverfolgung, und bei den Commonwealth Games in Melbourne gewann er die Silbermedaille in derselben Disziplin.

## Diverses
Nach dem Ende seiner aktiven Karriere übernahm Wooldridge verschiedene Funktionen im australischen (2007 bis 2013) sowie im ozeanischen Radsportverband, setzte sich für den Radsportnachwuchs ein und war unter anderem als Botschafter der Organisation „Ride for Life“ am Aufbau eines Zentrums für Krebspatienten beteiligt.
2015 wurde er in die New South Wales Hall of Champions aufgenommen.
Wooldridge starb 2017 im Alter von 39 Jahren durch Suizid. Er hinterließ einen Sohn und eine Tochter.

## Erfolge
2001
- Australischer Meister – Zweier-Mannschaftsfahren (mit Mark Renshaw)

2002
- Weltmeister – Mannschaftsverfolgung (mit Peter Dawson, Luke Roberts und Brett Lancaster)

2003
- Weltmeister – Mannschaftsverfolgung (mit Peter Dawson, Graeme Brown und Brett Lancaster)

2004
- Olympiasieger Mannschaftsverfolgung (mit Peter Dawson, Graeme Brown, Luke Roberts, Bradley McGee und Brett Lancaster)
- Weltmeister Mannschaftsverfolgung (mit Peter Dawson, Luke Roberts und Ashley Hutchinson)

2005
- Weltmeisterschaft – Mannschaftsverfolgung (mit Matthew Goss, Ashley Hutchinson und Mark Jamieson)

2006
- Weltmeister Mannschaftsverfolgung (mit Peter Dawson, Mark Jamieson und Matthew Goss)
- Commonwealth Games Mannschaftsverfolgung (mit Peter Dawson, Mark Jamieson und Matthew Goss)

2007
- 5. Etappe, Tour of Siam

## Teams
- 2004–2005: Comnet-Senges
- 2006–2007: Southaustralia.com-AIS